# Music to Be Murdered By
Music to Be Murdered By è l'undicesimo album in studio del rapper statunitense Eminem, pubblicato il 17 gennaio 2020 dalla Aftermath Entertainment, Interscope e Shady Records.

## Descrizione
Pubblicato a sorpresa in maniera analoga al precedente Kamikaze del 2018, il disco è stato prodotto da Dr. Dre e presenta collaborazioni con svariati artisti, quali Black Thought, Q-Tip, Juice Wrld, Ed Sheeran, Skylar Grey, Anderson Paak e Royce da 5'9". Il titolo e la copertina fanno riferimento all'omonimo disco musicale del 1958 presentato dal regista Alfred Hitchcock. Attraverso i social media, Eminem ha dichiarato che l'album è stato «ispirato dal maestro, zio Alfred», pubblicando un'immagine dell'album di Jeff Alexander, Alfred Hitchcock presents Music to Be Murdered By, in cui Hitchcock tiene un'ascia e una pistola in testa.
In concomitanza con la sua pubblicazione, è stato caricato sul canale Vevo del rapper il videoclip del brano Darkness, diretto da James Larese.

## Tracce
1. Premonition (Intro) – 2:53 (Andre Young, Dawaun Parker, Jeff Alexander, Luis Resto, Marshall Mathers, Mark Batson, Nikki Grier)
2. Unaccommodating (feat. Young M.A) – 3:36 (Katorah Marrero, Luis Resto, Marshall Mathers, Tim Suby)
3. You Gon' Learn (feat. Royce da 5'9" & White Gold) – 3:54 (Bobby Yewah, Carol Connors, David Shire, Luis Resto, Marshall Mathers, Ryan Montgomery)
4. Alfred (Interlude) – 0:30 (Andre Brissett, Andre Young, Jeff Alexander)
5. Those Kinda Nights (feat. Ed Sheeran) – 2:57 (Adam Byrne, David Doman, Ed Sheeran, Fred Gibson, Luis Resto, Marshall Mathers)
6. In Too Deep – 3:14 (Marshall Mathers, Tim Suby, Oliver Chanin, Luis Resto, Sylvester Jordan)
7. Godzilla (feat. Juice Wrld) – 3:30 (Marshall Mathers, Jarad Higgins, Luis Resto, David Doman, Alejandro Villasana)
8. Darkness – 5:37 (Marshall Mathers, Ryan Montgomery, Luis Resto, Paul Simon)
9. Leaving Heaven (feat. Skylar Grey) – 4:25 (Marshall Mathers, Holly Hafermann, Elliott Taylor)
10. Yah Yah (feat. Royce da 5'9", Black Thought, Q-Tip & Denaun) – 4:46 (Marshall Mathers, Ryan Montgomery, Tariq Trotter, Denaun Porter,  Trevor Smith, Rashad Smith, Galt MacDermot, James Brown, Charles Bobbit, Fred Wesley, William Hines, Andre Weston)
11. Stepdad (Intro) – 0:15 (Andre Young)
12. Stepdad – 3:33 (Marshall Mathers, Daniel Maman, Luis Resto, Luis Alberto Spinetta, Black Amaya, Carlos Cutaia)
13. Marsh – 3:20 (Marshall Mathers, Luis Resto)
14. Never Love Again – 2:57 (Marshall Mathers, Andre Young, Luis Resto, Dwayne Abernathy Jr., Trevor Lawrence Jr., Dawaun Parker)
15. Little Engine – 2:57 (Marshall Mathers, Young, Erik Griggs, Lawrence, Parker, Jeff Alexander)
16. Lock It Up (feat. Anderson Paak) – 2:50 (Marshall Mathers, Brandon Anderson, Andre Young, Dawaun Parker, Erik Griggs, Lawrence, Dwayne Abernathy Jr.)
17. Farewell – 4:07 (Marshall Mathers, Luis Resto, Ricky Harrell Jr., Dave Kelly, Craig Marsh)
18. No Regrets (feat. Don Toliver) – 3:20 (Marshall Mathers, Caleb Toliver, Doman, Daniel Kostov, Justin Thomas, Anders Olofsson)
19. I Will (feat. KXNG Crooked, Royce da 5'9" & Joell Ortiz) – 5:03 (Marshall Mathers, Dominick Wickliffe, Montgomery, Joell Ortiz, Luis Resto)
20. Alfred (Outro) – 0:39 (Andre Young, Dawaun Parker, Andre Brissett, Jeff Alexander)

Side B – CD bonus nell'edizione deluxe
1. Alfred (Intro) – 0:17 (Marshall Mathers, Luis Resto, Jeff Alexander)
2. Black Magic (with Skylar Grey) – 2:54 (Marshall Mathers, Holly Hafermann, Elliott Taylor, Luis Resto, Jayson DeZuzio)
3. Alfred's Theme – 5:39 (Marshall Mathers, Luis Resto, Charles-Francis Gounod)
4. Tone Deaf – 4:50 (Marshall Mathers, Luis Resto)
5. Book of Rhymes (feat. DJ Premier) – 4:49 (Marshall Mathers, Christopher Martin, Ray Fraser, Luis Resto, Ronald Spence Jr., Katorah Marrero, Matthew Jacobson, Nayvadius Wilburn, Jacob Canady, Nasir Jones, Peter Phillips)
6. Favorite Bitch (feat. Ty Dolla Sign) – 3:56 (Marshall Mathers, Tyrone Griffin Jr., Sly Jordan, Luis Resto, MJ Nichols, Byron Perry)
7. Guns Blazing (feat. Dr. Dre and Sly Pyper) – 3:16 (Marshall Mathers, Andre Young, Sly Jordan, Luis Resto, Jeremy Zumo Kollie, Jason Pounds, V. Smith)
8. Gnat – 3:44 (Marshall Mathers, David Doman, Anders Olofsson, Ezemdi Chikwendu, D. Levin, K. Mars)
9. Higher – 3:42 (Marshall Mathers, Luis Resto, Sly Jordan, Mike Strange, Andre Brissett)
10. These Demons (feat. Maj) – 3:27 (Marshall Mathers, James Hudson Jr., Bobby Yewah, David Doman, William Coleman, Shiv Barot, Pat Rosario, D. Levin, M. Benzinger)
11. Key (Skit) – 0:57 (Marshall Mathers, Luis Resto)
12. She Loves Me – 3:24 (Marshall Mathers, Sly Jordan, Andre Young, Bernard Edwards Jr., Erik Griggs, Trevor Lawrence Hr.)
13. Killer – 3:15 (Marshall Mathers, David Doman, Ezemdi Chikwendu)
14. Zeus (feat. White Gold) – 3:50 (Marshall Mathers, Bobby Yewah, Tyler Williams, Luca Mauti)
15. Thus Far (Interlude) – 0:16 (Marshall Mathers, Luis Resto, Jeff Alexander)
16. Discombobulated – 4:12 (Marshall Mathers, Andre Young, Larry Griffin Jr., Mark Batson, Dawaun Parker, Nichols, Trevor Lawrence Jr., Frano Huett)

## Successo commerciale
Music to Be Murdered By ha ottenuto un buon successo commerciale di vendite. Negli Stati Uniti d'America ha debuttato in vetta nella Billboard 200 statunitense, diventando il decimo album consecutivo del rapper a raggiungere tale traguardo dopo aver venduto nella sua prima settimana 279 000 unità, di cui 117 000 sono vendite pure, 154 000 sono stream-equivalent units risultanti da 217,6 milioni di riproduzioni in streaming dei brani mentre le restanti 8 000 sono track-equivalent units equivalenti alle vendite digitali dei singoli brani. Con 855 000 unità distribuite durante la prima metà del 2020 è risultato il 7º disco più venduto in territorio statunitense. Anche in Canada il disco ha esordito in prima posizione, con 33 000 unità di vendite totalizzate nella sua prima settimana di disponibilità.
L'album ha inoltre debuttato in cima alla Official Albums Chart britannica con 36 302 unità di vendita.

## Classifiche

### Classifiche settimanali
| Classifica (2020) | Posizione massima |
| ----------------- | ----------------- |
| Argentina         | 17                |
| Australia         | 1                 |
| Austria           | 3                 |
| Belgio (Fiandre)  | 1                 |
| Belgio (Vallonia) | 5                 |
| Canada            | 1                 |
| Corea del Sud     | 52                |
| Croazia           | 4                 |
| Danimarca         | 1                 |
| Estonia           | 1                 |
| Finlandia         | 1                 |
| Francia           | 4                 |
| Germania          | 2                 |
| Grecia            | 1                 |
| Irlanda           | 1                 |
| Islanda           | 1                 |
| Italia            | 4                 |
| Lettonia          | 16                |
| Lituania          | 1                 |
| Norvegia          | 1                 |
| Nuova Zelanda     | 1                 |
| Paesi Bassi       | 1                 |
| Polonia           | 5                 |
| Portogallo        | 2                 |
| Regno Unito       | 1                 |
| Repubblica Ceca   | 1                 |
| Slovacchia        | 2                 |
| Spagna            | 14                |
| Stati Uniti       | 1                 |
| Sudafrica         | 5                 |
| Svezia            | 2                 |
| Svizzera          | 1                 |
| Ungheria          | 15                |

### Classifiche di fine anno
| Classifica (2020) | Posizione |
| ----------------- | --------- |
| Australia         | 10        |
| Austria           | 34        |
| Belgio (Fiandre)  | 28        |
| Belgio (Vallonia) | 117       |
| Canada            | 7         |
| Danimarca         | 19        |
| Francia           | 114       |
| Germania          | 69        |
| Irlanda           | 23        |
| Islanda           | 47        |
| Italia            | 67        |
| Norvegia          | 15        |
| Nuova Zelanda     | 21        |
| Paesi Bassi       | 20        |
| Portogallo        | 96        |
| Regno Unito       | 11        |
| Stati Uniti       | 21        |
| Svezia            | 32        |
| Svizzera          | 12        |
| Classifica (2021) | Posizione |
| Australia         | 77        |
| Belgio (Fiandre)  | 98        |
| Canada            | 16        |
| Stati Uniti       | 46        |
| Svizzera          | 81        |